# Jutro będzie lepiej
Jutro będzie lepiej – polsko-japoński film obyczajowy z 2010 roku w reżyserii Doroty Kędzierzawskiej.

## Produkcja
Film kręcony był od 12 lipca do 6 września 2008 roku w następujących lokacjach: 
- Suwalszczyzna (Suwałki, Wiżajny, Sudawskie, Żytkiejmy, Stankuny, Dubeninki, Hańcza, Kiepojcie, Błąkały, Jurkiszki, Marlinowo, Ejszeryszki, Poszeszupie, Puńsk, Folusz i Jaczno),
- Białostocczyzna (Zubki, Gródek, Waliły, Gobiaty, Straszewo),
- Aleksandrów Kujawski,
- Toruń (Zespół Szkół Odzieżowych przy ul. Jęczmiennej, boisko przy Teatrze Baj Pomorski przy ul. Piernikarskiej)[1].

## Fabuła
Film opowiada historię trzech rosyjskich chłopców, którzy mieszkają na dworcu kolejowym. Pewnego dnia wyruszają w świat w poszukiwaniu lepszego jutra. W tym celu chcą uciec przez zieloną granicę do Polski.

## Obsada
- Oleg Ryba – Pietia
- Jewgienij Ryba – Waśka
- Akhmed Sardalov – Liapa
- Stanisław Sojka – policjant
- Aleksandra Billewicz – Panna młoda
- Zygmunt Gorodowienko – Stary
- Kinga Walenkiewicz - Lala
- Antoni Łanczkowski – pogranicznik
- Stanisław Zawadzki - kierowca
- Angelika Kozic – dziewczynka z chlebem
- Izabela Wilczewska - kochanka
- Michał Malec - kochanek

## Nagrody
- 2011: MFF w Berlinie - nagroda dla Najlepszego Filmu w sekcji "Grand Prix Deutsches Kinderhilfswerk"
- 2011: MFF w Berlinie - nagroda Peace Film
- 2011: Prowincjonalia - nagroda za zdjęcia
- 2011: Festiwal Reżyserii Filmowej w Świdnicy - nagroda specjalna
- 2011: Argentyna UNICEF - nagroda za Najlepszy Film o Imigracji Dzieci
- 2011: MFF "East&West - klasyka i awangarda" w Orenburgu - Nagroda Specjalna Jury
- 2011: MFF Filmów dla Dzieci i Młodzieży w Madrycie - Nagroda Specjalna Jury
- 2011: MFF Filmów dla Dzieci i Młodzieży w Madrycie - Główna Nagroda Międzynarodowego Jury Młodzieżowego
- 2011: Międzynarodowy Festiwal Filmów Młodego Widza "Ale Kino!" w Poznaniu - Nagroda Marcinka dla najlepszego filmu aktorskiego
- 2011: Międzynarodowy Festiwal Filmów Młodego Widza "Ale Kino!" w Poznaniu – Specjalne Wyróżnienie Jury